# Jean Liedloff
Jean Liedloff (* 26. November 1926 in New York; † 15. März 2011 in Sausalito) war eine US-amerikanische Autorin.

## Leben
Jean Liedloff stammt aus New York, schloss das Drew Seminary for Young Women ab und ging dann zur Cornell University, begann aber zu reisen, bevor sie einen Abschluss gemacht hatte. Nach fünf Expeditionen zum indigenen Volk der Yequana in Venezuela schrieb sie ihre Beobachtungen auf in dem Buch Auf der Suche nach dem verlorenen Glück: gegen die Zerstörung unserer Glücksfähigkeit in der frühen Kindheit (Originaltitel: The Continuum Concept), das 1975 erstmals in London erschien (siehe "Ausgaben").
Jean Liedloff war Mitbegründerin der Zeitschrift The Ecologist. Zeitweise lebte sie in London als Publizistin. Hier führte sie unter dem Einfluss primärtherapeutischer Ideen auch eine psychotherapeutische Praxis, die sie später in  Kalifornien fortsetzte. Sie schrieb unter anderem für die Sunday Times. Sie starb am 15. März 2011 nach langer Krankheit auf ihrem Hausboot in Sausalito, Kalifornien. Jean Liedloff war nicht verheiratet und hatte keine Kinder.
Das von William Sears entwickelte Attachment Parenting ist von Liedloffs Ideen stark beeinflusst.

## Werk

### Expeditionen zu den Yequana
Bei den Yequana werden Kinder praktisch das ganze erste Lebensjahr auf dem Arm oder am Körper getragen und nach Bedarf gestillt. Die Kinder schlafen gemeinsam mit den Eltern, bis sie selbst aus dem Familienbett ausziehen, meist zwischen dem dritten und dem fünften Lebensjahr. Ermahnungen oder Tadel, wie sie Bestandteil der westlichen Erziehung sind, finden Liedloffs Beobachtungen zufolge nicht statt. Die Kinder wachsen zu ungewöhnlich freundlichen, friedlichen und selbstbewussten Menschen heran.

### Entwicklung des Begriffes Kontinuum („Continuum concept“)
Auf der Basis ihrer ethnologischen Feldbeobachtungen entwickelte Liedloff ihr „Continuum concept“.
Die kontinuierliche, d. h. stetig, über einen langen Zeitraum fortlaufende Entwicklung von Einzelwesen und Gruppen im Einklang mit den Erfordernissen der Evolution hat Liedloff als Kontinuum angeborener, arteigener Erwartungen und Fähigkeiten beschrieben, die sie beim Umgang der Yequana miteinander sowie mit ihr selbst als Besucherin als in idealer Weise berücksichtigt wahrgenommen hat. Ähnliche Beobachtungen machte Liedloff später auch auf Bali.
Liedloff hat keine Erziehungslehre mit sozialpädagogischen oder didaktischen Handlungsanweisungen veröffentlicht. Sie hat sich auf die Beschreibung des Konzepts einer sogenannten evolvierten Gesellschaft beschränkt, die auf vielfache Weise im Kontrast zur Realität der modernen Gesellschaft westlicher Prägung steht.
Dem Kontinuumkonzept zufolge benötigen alle Neugeborenen bis zum Kleinkindalter eine Menge bestimmter Erfahrungen, um sich
- physisch gesund,
- mental gesund und
- emotional gesund

zu entwickeln. Die Menge essentieller kindlicher Erfahrungen, die durch die Evolution des Menschen verbindlich wurde, umfasst
- den dauerhaften körperlichen Kontakt mit vertrauten Menschen vom Zeitpunkt der Geburt an,
- das Schlafen im Familienbett, bis Kinder das selbständig verlassen (oft im Alter von zwei Jahren),
- das Stillen nach Bedarf des Kindes, nicht etwa nach Zeitplan,
- das Herumtragen auf dem Arm oder dem Rücken bzw. der dauerhafte Körperkontakt mit einem Artgenossen, der dem Kind die Möglichkeit bietet, alles zu beobachten (auch: gestillt zu werden oder zu schlafen). Diese Beobachtungen erfolgen uneingeschränkt,  während der Träger seinen Aufgaben und Tätigkeiten nachgeht. Wenn das Kind selbständig zu krabbeln beginnt, üblicherweise im Alter zwischen sechs und acht Monaten (bei den Yequana), und dadurch Selbstwirksamkeits- und Autonomieerfahrungen macht, wird es nicht mehr ständig getragen; wenn es allerdings verlangt, getragen zu werden, wird es ihm in der Regel gewährt.

Zu den Anforderungen des Kontinuumkonzepts für die frühkindliche Betreuung zählt außerdem, dass die Betreuer jeweils unmittelbar auf die Signale der Säuglinge (wimmern, schreien) reagieren. Dies sollte
- ohne Missmut,
- ohne Herabwürdigung,
- ohne absichtliche Fehldeutung des kindlichen Verhaltens erfolgen und
- dabei gewährleisten, dass das Kind nicht zum ständigen Zentrum der Aufmerksamkeit wird.

Die Umsetzung des Kontinuumkonzepts soll dazu führen, dass die
- Kinder spüren, dass sie willkommen und wertvoll sind,
- sie die (nicht übertriebenen) Erwartungen der Eltern fühlen und erfüllen können,
- sie sich sozial und kooperativ zeigen
- und ein starkes Selbstbewusstsein aufbauen.

Zum Erlernen der Kooperationsbereitschaft benötigen Kinder Führung durch Bezugspersonen, die
- sich in ihren Handlungen über viele Kontexte hinweg eindeutig zeigen und
- sich in ihrem Tun und Lassen durchschaubar machen.

Aufgrund des Erfolgs von Liedloffs Idee des „Continuum concepts“ hat das körpernahe Tragen von Säuglingen und Kindern in Tragetüchern und das Stillen nach Bedarf – wie es in vielen, u. a. afrikanischen, Kulturen bis heute Sitte ist – auch (wieder) in Europa und Nordamerika an Bedeutung gewonnen. Es fand insbesondere bei der späten, im Jahr 1975 (Erscheinungsjahr von The Continuum-Concept, In Search of Lost Happiness) nur noch teilweise bestehenden „1968er“-Bewegung, als auch die antiautoritäre Erziehung populär war, viele Anhänger. Als sich später zeigte, dass die Resultate nicht wie erhofft eintraten, verwies Liedloff darauf, dass dies vermutlich daran läge, dass die Yequana, Balinesen sowie andere Mitglieder evolvierter Gesellschaften – anders als die zivilisierten Eltern im Westen – die positive Entwicklung wie selbstverständlich und ohne den leisesten Zweifel erwarteten.
Liedloff unterscheidet einerseits zwischen evolvierten Gesellschaften, die im Rahmen der natürlichen Evolution eine stetige, über einen langen Zeitraum fortlaufende Entwicklung erleben und in hohem Maße an die angeborenen Bedürfnisse und Fähigkeiten der Menschen angepasst sind, sowie andererseits zivilisierten Gesellschaften, die ohne Rücksicht auf das menschliche Continuum oder tradiertes Erfahrungswissen von jeder Generation immer neue und immer schnellere Anpassungsleistungen an technische und soziale Änderungen erwarten.
Liedloff beschreibt, dass in evolvierten Gesellschaften allen Kindern alle Mitglieder, jeden Alters und jedes Geschlechts, als Vorbilder jederzeit zur Verfügung stehen. Demgegenüber seien die meisten Kinder in zivilisierten Gesellschaften
- entweder auf eine einzelne Bezugsperson (üblicherweise die Mutter mit der Konsequenz der Überforderung)
- oder auf institutionalisierte Gruppen (Krippe, Kindergarten, Schule, Hort etc.) mit Mitgliedern des gleichen Alters

angewiesen. Der zwanglose und selbstverständliche Kontakt von Kindern zu Frauen, die vergnügt, d. h. mit Freude einer nicht-kindbezogenen Arbeit nachgehen, die also
- weder als Erzieherin,
- noch als Lehrerin,
- noch als hauptberufliche Mutter

am Kind 'arbeiten', zu Männern sowie zu anderen Altersgruppen (d. h. zu alten Menschen, Jugendlichen, wesentlich jüngeren oder älteren Kinder) sei in zivilisierten Gesellschaften unüblich.
Die Konsequenzen aus diesen Sitten spiegeln sich im Verhalten der erwachsenen Mitglieder, aber auch in der Gesundheit aller Menschen, nicht nur der Kinder wider.
Menschen, die wie z. B. die meisten Yequana und viele Balinesen im Einklang mit ihrem arteigenen, menschlichen Continuum lebten, seien meistens entspannt und fröhlich, bei dem, was sie tun, schreibt Liedloff nicht nur in ihrem Buch, sondern auch später in ihren Vorträgen und Interviews. Dies gelte ausdrücklich nicht nur für Babys und Kleinkinder, sondern für Menschen jeden Alters.
Jean Liedloff hat bis zu ihrem Tod zivilisierte Eltern ermutigt, ihrem eigenen angeborenen Continuum zu vertrauen und sich selbst ebenso wie ihren Kindern eine Entwicklung entsprechend ihrer arteigenen Bedürfnisse und Fähigkeiten zu ermöglichen. Dabei wurde sie nicht müde, darauf hinzuweisen, dass eine solche Entwicklung für einzelne zivilisierte Menschen nur eingeschränkt möglich sei, da die gesellschaftlichen Rahmenbedingungen in Nordamerika oder Mitteleuropa völlig andere als z. B. bei den Yequana seien.

### Ausgaben
- The Continuum-Concept, In Search of Lost Happiness, Duckworth, London 1975.
  - Dt. Übers von Eva Schlottmann und Rainer Taëni: Auf der Suche nach dem verlorenen Glück: Gegen die Zerstörung unserer Glücksfähigkeit in der frühen Kindheit, Gebundene Geschenkausgabe 2005, C.H. Beck, München 2005, ISBN 3406528600 (1. Aufl. 2005, 224 Seiten)
  - Dt. Übers von Eva Schlottmann und Rainer Taëni: Auf der Suche nach dem verlorenen Glück: gegen die Zerstörung unserer Glücksfähigkeit in der frühen Kindheit, C.H. Beck, München 1980, ISBN 3-406-06024-2 (18. Aufl. 2009, insges. 532.000 Ex.)